# Cantharolethrus buckleyi
Cantharolethrus buckleyi es una especie de coleóptero de la familia Lucanidae.

## Distribución geográfica
Habita en Ecuador.